# Ушбулак (Туркестанская область)
Ушбулак (каз. Үшбұлақ) — село в Казыгуртском районе Туркестанской области Казахстана. Входит в состав Карабауского сельского округа. Находится примерно в 22 км к северо-востоку от районного центра, села Казыгурт. Код КАТО — 514045400.

## Население
В 1999 году население села составляло 1371 человек (685 мужчин и 686 женщин). По данным переписи 2009 года, в селе проживало 1425 человек (716 мужчин и 709 женщин).